# SN 1984H
SN 1984H – niepotwierdzona supernowa odkryta 2 maja 1984 roku w galaktyce E308-G05. W momencie odkrycia miała maksymalną jasność 18,50m.